# Priamo (nome)
Priamo  è un nome proprio di persona italiano maschile.

## Varianti
- Femminili: Priama[4]

### Varianti in altre lingue
- Basco: Priamo
- Bielorusso: Прыам (Pryam)
- Bulgaro: Приам (Priam)
- Catalano: Príam
- Croato: Prijam
- Francese: Priam
- Greco antico: Πρίαμος (Priamos)[2][5]
- Inglese: Priam[5]
- Latino: Priamus[1][2]
- Polacco: Priam
- Portoghese: Príamo
- Russo: Приам (Priam)
- Serbo: Пријам (Prijam)
- Spagnolo: Príamo
- Ucraino: Пріам (Priam)
- Ungherese: Priamosz

## Origine e diffusione

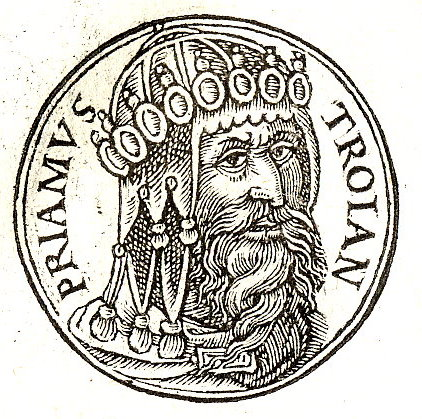
Priamo in un'illustrazione dal Promptuarii Iconum Insigniorum di Guillaume Rouillé.

Il nome Priamo trae origine dal greco Πρίαμος (Priamos), che secondo una spiegazione tradizionale deriverebbe dal verbo πρίαμαι (priamai, "comprare"), e il suo significato sarebbe quindi quello di "riscattato". La maggioranza delle fonti moderne tuttavia ipotizza un'origine pregreca, bollando le altre spiegazioni come paretimologie. Diversi studiosi riconducono il nome al luvio 𒉺𒊑𒀀𒈬𒀀 (Pa-ri-a-mu-a-, "eccezionalmente coraggioso"), attestato come il nome di un uomo di Zazlippa, in Kizzuwatna. 
Il nome è noto principalmente per essere stato portato da Priamo, re di Troia e marito di Ecuba nella mitologia greca, citato nell'Iliade, nell'Eneide e in altre opere ancora (che, chiamato originariamente Podarce, venne rinominato Priamo perché riscattato da sua sorella Esione). Esichio attesta che, in greco eolico, la parola "priamo" (la forma eolica è Πέρραμος) potesse anche significare semplicemente "re" (forse come esito di antonomasia).
Come nome, il suo uso si diffuse già in epoca romana. La forma maschile è accentrata in Toscana, dove richiama il personaggio mitologico, mentre il femminile è proprio della Sardegna, dove si registra il culto di san Priamo martire.

## Onomastico
L'onomastico si può festeggiare il 28 maggio in memoria di san Priamo, martire, venerato in Sardegna con altri compagni ma della cui storia si è persa la memoria.

## Persone
- Priamo Bigiandi, politico e partigiano italiano
- Priamo della Quercia, pittore e miniatore italiano